# Short track na Zimowych Igrzyskach Olimpijskich 2006 – bieg na 1500 m mężczyzn
Bieg na 1500 metrów mężczyzn był jedną z konkurencji short tracku rozegranych podczas Zimowych Igrzysk Olimpijskich 2006, która została rozegrana w dniach 12 - 15 lutego w hali Palavela. W zawodach wystartowało 28 zawodników z 16 krajów.

## Format zawodów
Z każdego z biegów eliminacyjnych trzej pierwsi zawodnicy awansowali do półfinałów. Z półfinałów dwaj pierwsi zawodnicy awansowali do finału A dwaj następni awansowali do finału B.

## Wyniki

### Eliminacje
| Bieg | Pozycja | Zawodnik             | Kraj              | Czas     | Uwagi |
| ---- | ------- | -------------------- | ----------------- | -------- | ----- |
| 1    | 1.      | Mathieu Turcotte     | Kanada            | 2:23,402 | Q     |
| 1    | 2.      | Pieter Gysel         | Belgia            | 2:23,411 | Q     |
| 1    | 3.      | Jon Eley             | Wielka Brytania   | 2:23,887 | Q     |
| 1    | 4.      | Maxime Chataignier   | Francja           | 2:23,966 |       |
| 1    | 5.      | Dariusz Kulesza      | Polska            | 2:24,118 |       |
| 2    | 1.      | Lee Ho-suk           | Korea Południowa  | 2:31,511 | Q     |
| 2    | 2.      | Satoru Terao         | Japonia           | 2:31,903 | Q     |
| 2    | 3.      | Wiaczesław Kurginian | Rosja             | 2:33,802 | Q     |
| 2    | -       | Wim De Deyne         | Belgia            | DSQ      |       |
| 3    | 1.      | Li Ye                | Chiny             | 2:27,622 | Q     |
| 3    | 2.      | Cees Juffermans      | Holandia          | 2:27,696 | Q     |
| 3    | 3.      | Fabio Carta          | Włochy            | 2:27,799 | Q     |
| 3    | 4.      | Mark McNee           | Australia         | 2:29,356 |       |
| 3    | 5.      | Michaił Rażyn        | Rosja             | 2:33,809 |       |
| 4    | 1.      | Wiktor Ahn           | Korea Południowa  | 2:29,808 | Q     |
| 4    | 2.      | Nicola Rodigari      | Włochy            | 2:29,885 | Q     |
| 4    | 3.      | Péter Darázs         | Węgry             | 2:30,281 | Q     |
| 4    | 4.      | Sebastian Praus      | Niemcy            | 2:30,292 |       |
| 5    | 1.      | Charles Hamelin      | Kanada            | 2:19,469 | Q     |
| 5    | 2.      | Li Jiajun            | Chiny             | 2:19,631 | Q     |
| 5    | 3.      | Alex Izykowski       | Stany Zjednoczone | 2:19,731 | Q     |
| 5    | 4.      | Tyson Heung          | Niemcy            | 2:20,075 |       |
| 5    | 5.      | Jean Charles Mattei  | Francja           | 2:43,543 |       |
| 6    | 1.      | Apolo Ohno           | Stany Zjednoczone | 2:23,668 | Q     |
| 6    | 2.      | Niels Kerstholt      | Holandia          | 2:23,854 | Q     |
| 6    | 3.      | Viktor Knoch         | Węgry             | 2:23,876 | Q     |
| 6    | 4.      | Hayato Sueyoshi      | Japonia           | 2:25,280 |       |
| 6    | -       | Matúš Užák           | Słowacja          | DSQ      |       |

### Półfinały
Półfinał 1
| Pozycja | Zawodnik             | Kraj             | Czas     | Uwagi |
| ------- | -------------------- | ---------------- | -------- | ----- |
| 1.      | Charles Hamelin      | Kanada           | 2:20,854 | QA    |
| 2.      | Lee Ho-suk           | Korea Południowa | 2:20,901 | QA    |
| 3.      | Niels Kerstholt      | Holandia         | 2:21,748 | QB    |
| 4.      | Satoru Terao         | Japonia          | 2:21,774 | QB    |
| 5.      | Jon Eley             | Wielka Brytania  | 2:21,862 |       |
| 6.      | Wiaczesław Kurginian | Rosja            | 2:24,604 |       |

Półfinał 2
| Pozycja | Zawodnik         | Kraj              | Czas     | Uwagi |
| ------- | ---------------- | ----------------- | -------- | ----- |
| 1.      | Wiktor Ahn       | Korea Południowa  | 2:17,718 | QA    |
| 2.      | Li Jiajun        | Chiny             | 2:17,836 | QA    |
| 3.      | Mathieu Turcotte | Kanada            | 2:18,280 | QB    |
| 4.      | Péter Darázs     | Węgry             | 2:18,348 | QB    |
| 5.      | Alex Izykowski   | Stany Zjednoczone | 2:18,610 |       |
| 6.      | Nicola Rodigari  | Włochy            | 2:18,615 |       |

Półfinał 3
| Pozycja | Zawodnik        | Kraj              | Czas     | Uwagi |
| ------- | --------------- | ----------------- | -------- | ----- |
| 1.      | Li Ye           | Chiny             | 2:19,386 | QA    |
| 2.      | Viktor Knoch    | Węgry             | 2:19,600 | QA    |
| 3.      | Fabio Carta     | Włochy            | 2:19,724 | QB    |
| 4.      | Apolo Ohno      | Stany Zjednoczone | 2:20,346 | QB    |
| -       | Cees Juffermans | Holandia          | DNF      |       |
| -       | Pieter Gysel    | Belgia            | DSQ      |       |

### Finał B
| Pozycja | Zawodnik         | Kraj              | Czas     | Uwagi |
| ------- | ---------------- | ----------------- | -------- | ----- |
| 6.      | Mathieu Turcotte | Kanada            | 2:24,558 |       |
| 7.      | Fabio Carta      | Włochy            | 2:24,658 |       |
| 8.      | Apolo Ohno       | Stany Zjednoczone | 2:24,789 |       |
| 9.      | Satoru Terao     | Japonia           | 2:24,875 |       |
| 10.     | Niels Kerstholt  | Holandia          | 2:24,962 |       |
| 11.     | Péter Darázs     | Węgry             | 2:24,969 |       |

### Finał A
| Pozycja | Zawodnik        | Kraj             | Czas     | Uwagi |
| ------- | --------------- | ---------------- | -------- | ----- |
| 1.      | Wiktor Ahn      | Korea Południowa | 2:25,341 |       |
| 2.      | Lee Ho-suk      | Korea Południowa | 2:25,600 |       |
| 3.      | Li Jiajun       | Chiny            | 2:26,005 |       |
| 4.      | Charles Hamelin | Kanada           | 2:26,375 |       |
| 5.      | Viktor Knoch    | Węgry            | 2:26,806 |       |
| -       | Li Ye           | Chiny            | DSQ      |       |